# سیگما عقاب
سیگما عقاب یک ستاره است که در صورت فلکی عقاب قرار دارد.